# Fox-Gletscher (Antarktika)
Der Fox-Gletscher ist ein Gletscher im ostantarktischen Wilkesland. Er entwässert das Gebiet nordöstlich des Law Dome und erreicht 19 km nördlich des Williamson-Gletschers die Budd-Küste, wo er in Form einer kleinen Gletscherzunge in den Südlichen Ozean mündet.
Der US-amerikanische Kartograf Gardner Dean Blodgett kartierte ihn 1955 anhand von Luftaufnahmen der Operation Highjump (1946–1947). Das Advisory Committee on Antarctic Names benannte den Gletscher 1955 nach John Lawrence Fox (1811–1864), Assistenzchirurg an Bord der Sloop USS Vincennes, Flaggschiff der United States Exploring Expedition (1838–1842) unter der Leitung des US-amerikanischen Polarforschers Charles Wilkes.